# Clavariadelphus mucronatus
Clavariadelphus mucronatus är en svampart som beskrevs av V.L. Wells & Kempton 1968. Clavariadelphus mucronatus ingår i släktet Clavariadelphus och familjen Clavariadelphaceae.   Inga underarter finns listade i Catalogue of Life.